# Caenomymar howdeni
Caenomymar howdeni är en stekelart som beskrevs av Yoshimoto 1990. Caenomymar howdeni ingår i släktet Caenomymar och familjen dvärgsteklar.
Artens utbredningsområde är Panama. Inga underarter finns listade.